# Государственный университет Ильи
Государственный университет Ильи́ (груз. ილიას სახელმწიფო უნივერსიტეტი) — высшее учебное заведение в Тбилиси. Названо в честь грузинского просветителя Ильи Чавчавадзе.

## История
Университет образован в 2006 году путём слияния Университета западных языков и культуры имени Ильи Чавчавадзе (Тбилисского государственного института иностранных языков) и Педагогического университета имени Сулхан Саба Также в 2007 году была присоединёна Академия физического воспитания и спорта Грузии..
С 2010 года — Государственный университет Ильи.